# Piràmide de Seila
La piràmide de Seila o d’El-Qalah és una petita piràmide esglaonada situada a Seila, entre el gran oasi del Faium i la riba occidental del Nil. Construïda sobre el turó de Gebel el-Rus, a 124 m d'alçada, el lloc domina la zona est de l'oasi i ofereix vistes de la vall del Nil a l'est.

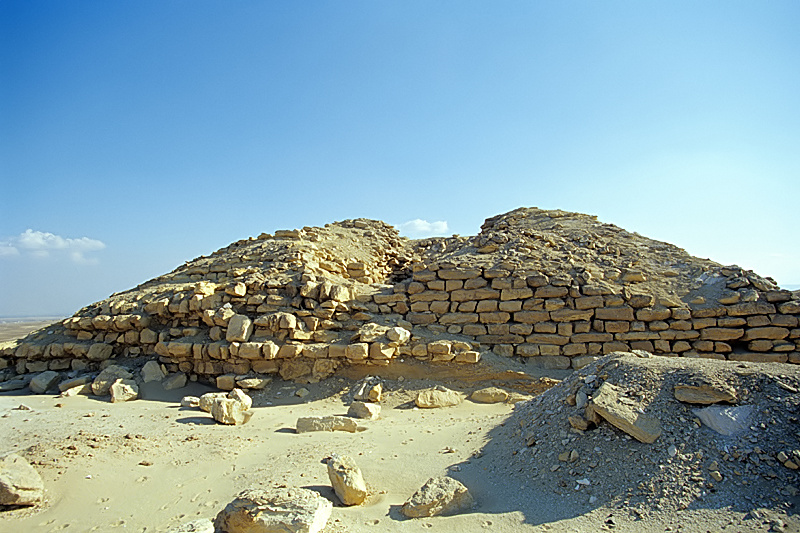
Restes de la piràmide de Seila

Juntament amb altres piràmides al sud d'Egipte, com les d'Elefantina, Kom Ombo, Edfú, Nekhen, Abidos i Zawyet al-Maiyitin, és lluny de les grans piràmides i ha estat poc estudiada. La construí Snefru, el faraó fundador de la quarta dinastia, però se'n desconeix la funció. Fou descoberta a la primeria del s. XX per l'egiptòleg alemany Ludwig Borchardt, que l'examinà succintament, tal com feren l'egiptòleg anglés William Petrie i altres. En la dècada de 1980 s'hi feren tasques de desenrunament a càrrec de la Universitat Brigham Young i l'egiptòleg egipci Nabil Swelim.

La piràmide tenia quatre graderies i feia 31 m de costat, amb un pendent de 76°. Té les cares orientades cap als punts cardinals, amb un petit error de 0,5°, la qual cosa la diferencia de les altres sis petites piràmides. L'estructura i la maçoneria indiquen que aquest edifici fou, molt probablement, anterior a les altres piràmides construïdes per Snefru.
Conté dues petites capelles als costats nord i est. L'oriental n'és de maó, i enclou un altar, una estàtua i una estela amb el nom de Snefru.
Se'n desconeix la funció: podria ser tant un cenotafi com una tomba, tot i que alguns egiptòlegs creuen que es construí com a tomba de la reina Hetepheres I, esposa de Snefru i mare de Kheops, enterrada en acabant per aquest al seu complex funerari de Guiza. Aquesta funció és poc probable, perquè la piràmide no té cambra funerària, tot i que sí dues esteles, una taula per a ofrenes i restes d'una calçada processional, descobertes per una expedició de 1987 dirigida per Swelim. Una de les esteles té el nom de Snefru, la qual cosa informà de la identitat del constructor. L'arqueòleg Aidan Dodson conjectura que aquesta i altres piràmides petites semblants podrien ser monuments commemoratius d'algun tipus de visita reial.